# Communist Party of India (Marxist-Leninist) Red Flag
Communist Party of India (Marxist-Leninist) Red Flag, politiskt parti i Indien. CPI(ML) Red Flag bildades 1988 som en utbrytning ur Central Reorganization Committee, CPI(ML). Partiet har haft sitt främsta fäste i Kerala, där man är den största ML-fraktionen, men även expanderat till Karnataka, Madhya Pradesh, Maharashtra, Chhattisgarh, Orissa, m.m. Partiets huvudkontor ligger i Delhi.
Partiets generalsekreterare är K.N. Ramachandran.
2002 bröt sig en större sektion av partiet i Kerala ur, och de driver vidare ett parallellt CPI(ML) Red Flag. Detta parti kallas "CPI(ML) Red Flag (Unnikrishnan Group)".
Partiets viktigaste massorganisation är Trade Union Centre of India (TUCI).
CPI(ML) Red Flag ger ut tidningen Red Star på engelska, Iykya Horatta på kannada och Red Star på malayalam.
CPI(ML) Red Flag står Communist Party of India (Marxist-Leninist) (Kanu Sanyal) mycket nära. Partierna förbereder ett sammangående.
Inför valet till Lok Sabha 2004 tog CPI(ML) Red Flag och CPI(ML) initiativ till bildandet av en enhetsfront av revolutionära kommunister. I den fronten lyckades man samla, förutom CPI(ML) Red flag och CPI(ML), Centre of Communist Revolutionaries, Lal Nishan Party (Leninvadi), Marxist Communist Party of India, Marxist-Leninist Committee, New Socialist Movement, Gujarat, Provisional Central Committee, Communist Party of India (Marxist-Leninist) och Bhagat Singh Vichar Manch. 
I Kerala bildade man inför valet en front med V.B. Cheriyans BTR-EMS-AKG Janakeeya Samskarika Vedi.